# Trebisacce
Trebisacce község (comune) Olaszország Calabria régiójában, Cosenza megyében.

## Fekvése
A Jón-tenger partján fekszik, a megye északkeleti részén. Határai: Albidona, Plataci és Villapiana.

## Története
Az évszázadok során egy Chiaromontéhoz tartozó falu volt. Egyes történészi vélemények szerint az ókori város, Vicenum romjain épült fel. A 19. század elején vált önálló községgé, amikor a Nápolyi Királyságban felszámolták a feudalizmust.

## Népessége
A népesség számának alakulása:

## Főbb látnivalói
- Parco Archeologico „Broglio” - a régészeti parkban egy, a 17. században felfedezett őskori település emlékei láthatók (épületmaradványok, eszközök stb.), amelyet valószínűleg az enotrik alapítottak az i. e. 2 évezredben.
- San Giuseppe-kápolna
- San Nicola di Mira-templom
- Cuore Immacolato della Beata Vergine Maria-templom
- Madonna della Pietà-templom

## Testvérvárosok
- Mazara del Vallo, Olaszország